# ألينا غروسو
ألينا غروسو (الأوكرانية: Аліна Ґросу ؛ ولدت في تشيرنيفتسي ، أوكرانيا) مغنية أوكرانية من الأقلية الرومانية. أصدرت أول ألبوم لها في عام 2000 وأصدرت ما مجموعه أربعة ألبومات.

## نشأتها
ولدت ألينا غروسو في تشيرنيفتسي، أوكرانيا، دخلت عالم الموسيقى بعد فوزها في مسابقة غنائية، كانت الجائزة هي تسجيل أغنية في استوديو حيث التقت بالمغنية إيرينا بيليك. أطلقت أربعة ألبومات. بعد نجاحها في الموسيقى، انتقلت إلى كييف لأسباب عملية.